# Флойд Ландис
Флойд Ландис (на английски: Floyd Landis) е американски колоездач.
След победата му в Обиколката на Франция през 2006 г. е уличен в употреба на допинг. През септември 2007 г. титлата му е отнета и е присъдена на втория в класирането Оскар Перейро Сио.